# 勒格莱
勒格莱（法語：Leuglay，法語發音：[lœɡlɛ]）是法国科多尔省的一个市镇，属于蒙巴尔区。

## 地理
勒格莱（47°48'51"N, 4°47'32"E）面积24.56 平方千米，位于法国勃艮第-弗朗什-孔泰大區科多尔省，该省份为法国中东部省份，北起奥布省，西接涅夫勒省和约讷省，南至索恩-卢瓦尔省，东南接汝拉省，东临上索恩省，东北部与上马恩省接壤。
与勒格莱接壤的市镇（或旧市镇、城区）包括：拉绍姆、乌尔斯河畔勒塞、武莱讷莱唐普利耶、埃萨鲁瓦、法沃罗勒莱吕塞、吕塞。

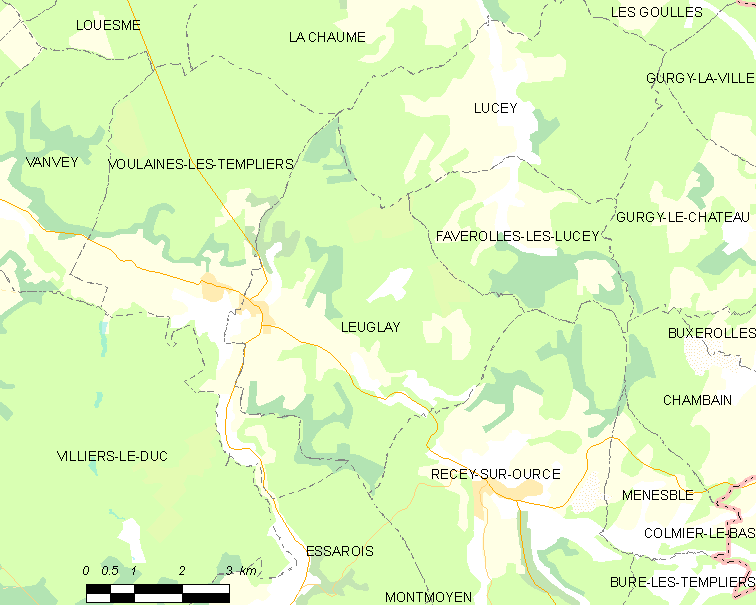
勒格莱的OSM定位图

勒格莱的时区为UTC+01:00、UTC+02:00（夏令时）。

## 行政
勒格莱的邮政编码为21290，INSEE市镇编码为21346。

## 政治
勒格莱所属的省级选区为塞纳河畔沙蒂永县。

## 人口

1962-2008年间勒格莱人口变化图示

勒格莱于2022年1月1日时的人口数量为294人。